# FC Herisau
Der FC Herisau ist ein Fussballverein in der Schweiz aus Herisau im Kanton Appenzell Ausserrhoden.
Die bisher höchsten Platzierungen erreichte der Verein zwischen 1986 und 1993 sowie zwischen 2004 und 2006, als er der 1. Liga, der vierthöchsten Liga der Schweiz, angehörte. Neben verschiedenen Junioren- und Senioren-Mannschaften waren bis zum Ende der Spielzeit 2018/2019 drei Mannschaften im Herrenbereich aktiv. Seit der Saison 2019/2020 sind noch zwei aktiv Mannschaften gemeldet. Die erste Männermannschaft spielt in der 2. Liga, der sechsthöchsten Liga der Schweiz und die zweite Männermannschaft in der 3. Liga.
Nachdem die erste Männermannschaft 2019 aus der 2. Liga in die 3. Liga abgestiegen war, kam es zu einem Umbruch. Die zweite Mannschaft wurde in die 4. Liga relegiert, die dritte Mannschaft aufgelöst. 

## Stadion
Der FC Herisau trägt seine Heimspiele auf dem Sportplatz Ebnet aus. 